# HD 18331
HD 18331，又名BD-04 502，SAO 130199、HR 875，是一颗恒星，视星等为5.17，位于銀經180.36，銀緯-52.04，其B1900.0坐标为赤經2h 51m 36.6s，赤緯-4° -52.04′ 53″。